# Fabiola Ferrero
Pour les articles homonymes, voir Ferrero (homonymie).
Fabiola Ferrero est une journaliste et photographe indépendante vénézuélienne, née en 1991 à Caracas.
Finaliste du prix Oskar-Barnack en 2020, elle est lauréate du Inge-Morath Award, du Prix 6Mois de photojournalisme en 2021 et du prix Carmignac du photojournalisme en 2022.

## Biographie
Fabiola Ferrero est née en 1991 à Caracas au Venezuela. Elle passe une grande partie de son enfance à Machurucuto, dans l’État de Miranda.
Après avoir terminé ses études, elle devient journaliste et photographe. Elle se consacre à des projets au long cours autour de l’Amérique du Sud, et en particulier à la couverture de la crise économique et sociale au Venezuela et plus particulièrement dans la façon dont elle affecte les femmes et les enfants. Elle s’emploie à « consigner comment le Vénézuélien moyen survit au milieu de la pire crise économique que le pays ait connue » ,.
Membre du collectif latino-américain de femmes photographes « Ruda colectiva », Fabiola Ferrero vit à Caracas et travaille entre la Colombie et le Venezuela. Elle a fondé l’association Semillero Migrante en 2021, « un programme de mentorat autour de la migration qui autonomise les Vénézuéliens et les Colombiens et favorise l'intégration des deux cultures ».
En 2022, son travail sur la débâcle économique de son pays natal et la lente disparition de la classe moyenne est récompensé par le prix Carmignac du photojournalisme,.
Son travail est publié par la presse internationale : TIME, The New York Times, The Washington Post, M Magazine, Le Monde, The Wall Street Journal, Bloomberg BusinessWeek, Libération,, Revue XXI, etc.

## Publication
- Collectif Covid Latam Photographers, Red Flag, FotoEvidence, 2021[14]

## Prix et récompenses
Liste non exhaustive
- 2017 : Women Photographers Grant  « New Generation Honorable Mention »[15]
- 2017 : Emerging Vision Award, The Documentary Project Fund and PH Museum[15]
- 2020 : Finaliste du prix Oskar-Barnack pour son sujet « The Blue Side of Fire » [2].
- 2020 : 6x6 South America Talent du World Press Photo[15]
- 2021 : Inge-Morath Award de la fondation Magnum pour son projet au long cours « I Can't Hear the Birds »[16],[17]
- 2021 : Prix 6Mois de photojournalisme[13]
- 2022 : Prix Carmignac du photojournalisme au festival Visa pour l’image[7],[8].